# Early Music Consort of London
L’Early music consort of London est un ensemble anglais de musique ancienne actif de 1967 à 1976. L'ensemble a été fondé par le flûtiste et ancien musicien de Musica Reservata, David Munrow en 1967. La naissance du Early music consort résulte de l'enthousiasme de David Munrow pour la musique ancienne et de sa passion de collectionneur pour les flûtes de différentes origines. L'ensemble couvre toutes les époques de la musique ancienne, du haut Moyen Âge à la musique baroque, en utilisant aussi bien des copies d'instruments anciens que des instruments folkloriques divers. Les qualités de pédagogue et de communicant de David Munrow pour vulgariser l'accès aux musiques anciennes va rendre le Early Music Consort assez vite populaire auprès du grand public britannique, notamment en composant la musique des feuilletons télévisés Les Six Femmes d'Henry VIII et Elisabeth Ire, reine d'Angleterre. En 1976, le suicide de David Munrow mit brusquement fin aux activités du consort.

## Membres de l'ensemble
- David Munrow (flûtes diverses, chalemies, cornemuse et direction)
- Christopher Hogwood (harpe médiévale, orgue positif, vielle à roue)
- Oliver Brookes (flûte à bec, viole, rebec)
- Roger Brenner (sacqueboute)
- Alan Lumsden (cornet, trompettes médiévales et Renaissance)
- Ian Wilson (cornet)
- Eleanor Sloane (rebec, vielle, harpe)
- David Corkhill (percussions)
- James Tyler (luth, citole)
- James Bowman (contre-ténor)
- Charles Brett (contre-ténor)
- Martyn Hill (ténor)
- Geoffrey Shaw (baryton)

## Discographie
Le Early Music Consort a enregistré pour plusieurs labels, dont EMI Classics, Decca, Archiv et Vanguard.
- Ecco la Primavera - Florentine music of the 14th century - dir. David Munrow (1969, Argo ZRG 642 / Decca)
- Music of the Crusades - dir. David Munrow (1971, Argo ZRG 673 / Decca)
- Henry VIII and his six wives - dir. David Munrow (1972, EMI CSD A9001)
- The Art of Courtly Love Guillaume de Machaut and his Age - Late Fourteenth Century Avant Garde - The Court of Burgundy - dir. David Munrow (1973, EMI (His Master's Voice) SLS 863 / 0C 191 05410-2)
- Instruments of Middle Ages and Renaissance - dir. David Munrow (1976, EMI (His Master's Voice) "Angel Series" SLS 988 (box) / SAN 391-392)
- Monteverdi's Contemporaries - dir. David Munrow (1976, EMI (His Master's Voice) ASD 3393)
- Music of the Gothic Era - dir. David Munrow (1975, Archiv 2723 045 / « Blue » 471 731-2) (OCLC 51026656)